# Can Juliá (Vallirana)
Can Juliá (en catalán, Can Julià), es una masía situada en el barrio de Can Julià, municipio de Vallirana. Está incluido en el Inventario del Patrimonio Arquitectónico de Cataluña desde el 25 de marzo de 1987.

## Descripción
Masía aislada de planta rectangular, cerrada en un patio y formada por varios edificios adosados. El edificio principal, de planta en forma de L, presenta una cubierta árabe a dos aguas y está distribuido en planta baja, piso y desván. Destaca un gran portal de acceso rebajado y adovelado y una ventana al piso construida con sillares de piedra y con dintel plano. Se accede al patio por tramontana con un gran portal de arco rebajado construido con ladrillo. Adosado a una fachada hay los restos de una desaparecida galería y al lado un cobertizo con la prensa de vino. Es un edificio que ha recibido muchas modificaciones, la única fachada original es la fachada norte.

## Historia
El primer documento que habla sobre la familia Julià en Vallirana es del 18 de mayo de 1456, aunque no se puede asegurar que la masía ya existiese. Hoy en día se sabe que la masía se construyó alrededor de una torre del s. xi, y que fue siendo ampliada y reformada sucesivamente hasta llegar al edificio actual. Las fases arquitectónicas son: siglo xi, torre de guardia circular de 9 m, siglos xiii-xiv, edificio rectangular adosado al lado sudeste de la torre, siglos xV-XVIII, volúmenes rectangulares adosados a la construcción previa, 1875, construcción del edificio de los lagares y prensas de aceite, siglos xx, construcción de las naves adyacentes y reformas de los volúmenes auxiliares. En 1735 en un documento que documenta las casas de Vallirana bajo la jurisdicción del hospital de Olesa aparece la "Casa Julià" y en el catastro de 1749.

### Edad Contemporánea
Durante la guerra de la Independencia Española la masía fue saqueada. Durante la Guerra Civil la masía recogió refugiados de Madrid, el propietario de la masía huyó al principio de la guerra. En los años 1980 la masía quedó deshabitada. El año 1996 la masía pasó a ser propiedad del ayuntamiento. En 2003 se realizaron intervenciones arqueológicas para estudiar el edificio, descubriendo que la masía fue construida alrededor de una torre del s. xi y que fue ampliada y reformada hasta la primera mitad del s. xx. En 2014 fue cedida a una empresa para su explotación y rehabilitación.